# Großhadern
Großhadern - stacja metra w Monachium, na linii U6. Stacja została otwarta 22 maja 1993.